# Groupe de NGC 7221
Le groupe de NGC 7221 est un trio de galaxies situé dans la constellation du Poisson austral. La distance moyenne entre ce groupe et la Voie lactée est d'environ 60,3 Mpc (∼197 millions d'al).

## Membres
Le tableau ci-dessous liste les trois galaxies du groupe indiquées dans l'article de A.M. Garcia paru en 1993.
| Nom        | Class.  | Type           | α (J2000.0)     | δ (J2000.0)     | Vitesse radiale (km/s) | m     | Distance (Mpc) | Diamètre (kal) |
| ---------- | ------- | -------------- | --------------- | --------------- | ---------------------- | ----- | -------------- | -------------- |
| NGC 7221   | SB(rs)b | Spirale barrée | 22h 11m 15.25s  | -30° 33′ 47.4″  | 5296 ± 27              | 12,1  | 60,1 ± 4,2     | 152            |
| NGC 7229   | SB(s)c  | Spirale barrée | 22h 14m 03.220s | -29° 22′ 57.90″ | 4853 ± 10              | 12,5  | 58,9 ± 4,1     | 142            |
| ESO 467-25 | S?      | Spirale?       | 22h 14m 24.220s | -29° 58′ 51.00″ | 4477 ± 12              | 13,24 | 61,8 ± 4,3     | 131            |

Le site DeepskyLog permet de trouver aisément les constellations des galaxies mentionnées dans ce tableau ou si elles ne s'y trouvent pas, l'outil du site constellation permet de le faire à l'aide des coordonnées de la galaxie. Sauf indication contraire, les données proviennent du site NASA/IPAC. 